# Uhbニュースレポート23:00
『uhbニュースレポート23:00』とは、かつて北海道文化放送で放送されていた平日最終版のニュース番組（『FNNニュースレポート23:00』の北海道文化放送タイトル差し替え）。正式タイトルは『UHBニュースレポート23:00 FNN』（ユーエイチビーニュースレポートにいさんまるまるエフエヌエヌ）。

## 放送時間
- 月曜 - 金曜 23:00 - 23:15 （1977年4月4日 - 1987年3月31日）

## オープニング
前期のオープニングは当時のFNNニュース同様の背景にフジテレビと同じ音楽とアニメーションを使用したものだった。
中期のオープニングは『FNNニュースレポート23:00』のオープニングと同様だが、違う点は背景がニュース映像や情報カメラの映像ではなく、深夜をイメージしたやや濃い青（これに対して『UHBニュースレポート5:30』は夕方をイメージしたやや薄い青）となっていたことと、本来、左上にFNNのロゴが来るところに北海道文化放送のロゴであるUHBのロゴが入っていたことである。ちなみにFNNのロゴは右下に入っていた。
また、後期のオープニングは『FNNニュース』のオープニングを使用していたが、本来奥でFNNのロゴが一回光ってからFNNが手前に迫ってくるアニメーションが出るはずだがその動きはせずに、UHBのロゴが出てきた後に右上に移ってからタイトルロゴを出していた。